# Buchanan (New York)
|  | Dieser Artikel wurde aufgrund von inhaltlichen Mängeln auf der Qualitätssicherungsseite des Projektes USA eingetragen. Hilf mit, die Qualität dieses Artikels auf ein akzeptables Niveau zu bringen, und beteilige dich an der Diskussion! Eine nähere Beschreibung der zu behebenden Mängel fehlt. |

Buchanan ist eine sogenannte Village im Westchester County und gehört zur Town of Cortlandt im US-Bundesstaat New York. Buchanan liegt am  Hudson etwa 55 km nördlich von New York City. Das U.S. Census Bureau ermittelte bei der Volkszählung 2020 eine Einwohnerzahl von 2302.
Auf dem Gebiet von Buchanan  befindet sich auch das Kernkraftwerk Indian Point.